# 探偵物語 (1951年の映画)
『探偵物語』（原題: Detective Story）は、ウィリアム・ワイラー監督、製作による1951年のアメリカ映画である。シドニー・キングスレーの同名の舞台を原作としている。

## ストーリー
ニューヨーク21分署の刑事部屋を舞台に、様々な人間模様を描く。
ジム・マクラウド刑事（カーク・ダグラス）は犯罪を一切許さない非情な男である。担当する事件の捜査の過程で、彼は自分の新婚の妻メアリー（エリノア・パーカー）が、彼が憎んでいる容疑者、シュナイダー医師によって堕胎の手術を受けていた事実を知ることとなる。
心優しく、美しい妻を許したいと思いつつも、生来の厳格な性格から、心から許すことができないマクラウドは苦悩する。そのことを悟った妻は身を引くように、彼のもとを去ってゆく。
ブロディ刑事は会社の金を使い込んだ青年アーサーと話をし、海軍の事故で亡くなった自分の息子に似ている彼を、なんとか立ち直らせたいとの想いを抱く。その想いは面会に刑事部屋に来ていたアーサーの幼なじみのスーザンも同じだった。ブロディはアーサーを担当しているマクラウドに「公判請求を取り下げてもらえないか」と頼むが、厳格なマクラウドは受け入れない。
取調べが済み、拘留待ちの強盗犯チャーリーとルイスの二人組みは手錠をされて、椅子に座っていた。自暴自棄になったチャーリーは目の前を通った刑事の腰から拳銃を奪い、周囲の警官を下がらせ立てこもろうとする。しかし、その場にいたマクラウドはチャーリーの警告を無視し、彼に近づき腹に三発の銃弾を受ける。同時にチャーリーはその場で取り押さえられる。
救急車を呼ぼうとするが、マクラウドは死を覚悟し牧師を呼べと言う。死を目前にしてマクラウドはブロディにアーサーの調書を持ってくるように言う。マクラウドは目の前でそれを破らせる。そして、分署長に告訴は取り下げだと告げ、メアリーの名を呼び、神に救いを祈りながら息を引き取る。
ブロディ刑事はアーサーに二度と馬鹿なことをするな、と厳しく言い聞かせて彼を釈放する。アーサーとスーザンは手をとりあって21分署を去ってゆく。

## キャスト
- ジム・マクラウド - カーク・ダグラス：刑事。犯罪を一切許さない頑なで非情な男。
- メアリー・マクラウド - エリノア・パーカー：ジムの妻。
- ルー・ブロディ - ウィリアム・ベンディックス（英語版）：人情家の刑事。
- スーザン・カーマイケル - キャシー・オドネル：姉ジョイの恋人で、幼なじみのアーサーを救おうとする。
- カール・シュナイダー医師 - ジョージ・マクレディ（英語版）：堕胎医。ジムに目の敵にされる。
- モナハン警部補 - ホレイス・マクマホン（英語版）：分署長。
- ミス・ハッチ - グラディス・ジョージ（英語版）：面通しの証人としてジムに呼ばれて来た女。
- チャーリー・ゲニーニ - ジョセフ・ワイズマン：強盗犯。
- 万引き犯 - リー・グラント：二十一分署に連行され、分署内の様々な人間模様を目撃する。
- タミ・ジャコペティ - ジェラルド・モーア（英語版）：メアリーの過去に関わる男。
- ギャラガー刑事 - フランク・フェイレン（英語版）：電話番、相談窓口担当。
- エンディコット・シムズ - ワーナー・アンダーソン：シュナイダーの弁護士。
- アーサー・キンドレッド - クレイグ・ヒル（英語版）：金の使い込みで捕まった青年。
- ルイス・アボット - マイケル・ストロング（英語版）：強盗犯。チャーリーの相棒。
- ジョー・フェインソン - ルイス・ヴァン・ロッテン：新聞記者。
- ダーキス刑事 - バート・フリード（英語版）
- エンディコット・シムズ - ワーナー・アンダーソン（英語版）
- オブライエン刑事 - グランドン・ローデス（英語版）
- パット・キャラハン刑事 - ウィリアム・フィリップス
- バーンズ警官 - ラッセル・エヴァンズ

## 日本語吹き替え
| 役名                 | 俳優                       | 日本語吹き替え | 日本語吹き替え                                    |
| 役名                 | 俳優                       | NHK版          | フジテレビ版                                      |
| -------------------- | -------------------------- | -------------- | ------------------------------------------------- |
| ジム                 | カーク・ダグラス           | 草薙幸二郎     | 宮部昭夫                                          |
| メアリー             | エリノア・パーカー         | 中西妙子       | 平井道子                                          |
| ブロディ刑事         | ウィリアム・ベンディックス | 武内文平       | 塩見竜介                                          |
| スーザン             | キャシー・オドネル         |                | 塚田恵美子                                        |
| カール               | ジョージ・マクレディ       |                | 高田竜二                                          |
| モナハン             | ホレイス・マクマホン       |                | 吉沢久嘉                                          |
| ミス・ハッチ         | グラディス・ジョージ       |                |                                                   |
| チャーリー           | ジョセフ・ワイズマン       |                | 山田康雄                                          |
| 万引き犯             | リー・グラント             |                | 島木綿子                                          |
| タミ・ジャコペッティ | ジェラルド・モーア         |                |                                                   |
| ギャラガー           | フランク・フェイレン       |                | 清川元夢                                          |
| アーサー             | クレイグ・ヒル             |                | 野島昭生                                          |
| ルイス               | マイケル・ストロング       |                |                                                   |
| ジョー               | ルイス・ヴァン・ロッテン   |                | 島宇志夫                                          |
| ダーキス             | バート・フリード           |                | 藤本譲                                            |
| シムズ               | ワーナー・アンダーソン     |                | 北村弘一                                          |
| オブライエン         | グランドン・ローデス       |                |                                                   |
| キャラハン           | ウィリアム・フィリップス   |                | 藤本譲                                            |
| バーンズ             | ラッセル・エヴァンズ       |                |                                                   |
| 不明 その他          | N/A                        |                | 立壁和也 上田敏也 仲木隆司 石森達幸 遠藤晴 宮下勝 |
|                      |                            |                |                                                   |
| 演出                 | 演出                       |                | 春日正伸                                          |
| 翻訳                 | 翻訳                       |                | 飯嶋永昭                                          |
| 調整                 | 調整                       |                | 山田太平                                          |
| 制作                 | 制作                       |                | 東北新社                                          |

- NHK版：初回放送1969年2月8日『劇映画』20:00-21:29[2]
- フジテレビ版：初回放送1973年3月23日『ゴールデン洋画劇場』

## 映画賞受賞・ノミネート
| 賞・映画祭           | 部門                     | 候補                                     | 結果       |
| -------------------- | ------------------------ | ---------------------------------------- | ---------- |
| アカデミー賞         | 主演女優賞               | エリノア・パーカー                       | ノミネート |
| アカデミー賞         | 助演女優賞               | リー・グラント                           | ノミネート |
| アカデミー賞         | 監督賞                   | ウィリアム・ワイラー                     | ノミネート |
| アカデミー賞         | 脚色賞                   | フィリップ・ヨーダン、ロバート・ワイラー | ノミネート |
| ゴールデングローブ賞 | 作品賞（ドラマ部門）     |                                          | ノミネート |
| ゴールデングローブ賞 | 主演男優賞（ドラマ部門） | カーク・ダグラス                         | ノミネート |
| ゴールデングローブ賞 | 助演女優賞               | リー・グラント                           | ノミネート |
| 英国アカデミー賞     | 総合作品賞               |                                          | ノミネート |
| カンヌ国際映画祭     | グランプリ               | ウィリアム・ワイラー                     | ノミネート |
| カンヌ国際映画祭     | 女優賞                   | リー・グラント                           | 受賞       |